# ロンチェン
ロンチェン（ລ້ອງແຈ້ງ）は、ラオスサイソムブーン県に位置する軍事基地で、ラオス内戦時にCIAにより前線空軍基地として使用された。当時Lima Site 98 (LS 98) もしくはLima Site 20A (LS 20A)とも呼ばれた。
1960年代後半には秘密都市として、ロンチェンには4万人が居住する当時のラオスで2番目に大きな都市であった。しかし、当時の地図には記載されなかった。北部に姉妹基地であるサントング基地（LS20)がある。

## 歴史
1962年にCIAによりロンチェン渓谷にバンパオ少将の本拠地として設立された。当時は居住者はほとんど無かった。
1964年には1,260mの滑走路が完成し、1966年にはロンチェンはアメリカによる外国の最大拠点の1つとなっていた。
ロンチェン空港にはエア・アメリカやコンチネンタルエアサービスのT-28 トロージャン、PC-6 ポーター、ヘリオ・クーリエ、ラベン、C-123 プロバイダーなどが発着していたが、管制塔や支援施設はなかった。
1970年3月20日、タイはロンチェン防衛を支援するために2個大隊を空路で派遣。初めてラオスへ軍事介入を始めることとなった。
北ベトナム軍は1971年後半にはロンチェンに迫り、12月31日15時30分には砲撃が開始された。翌1月には19,000人の北ベトナム兵がロンチェンを4面攻撃・包囲し、対空部隊を配置した。ロンチェンを守るモン族、タイ、ラオス混成軍10,000人は持ちこたえ、1月中旬にはCIAに支援されたタイや南部ラオスの精鋭部隊1,200人が参加し、月末までに1/3～1/2の死傷者を出したが重要な拠点を奪還した。
ロンチェンは「世界で最も秘密の場所」と呼ばれた。海抜900mの渓谷に位置し、寒い夜と霧に覆われた。滑走路の3方向は石灰岩で覆われていた。
秘密戦争を通して、ロンチェンは世界最大のモン族の定住地となった。ロンチェンは3万人のモン族が暮らす都市で、麺屋、靴の修理屋、テイラー、ラジオ修理、ジープタクシー屋、通訳屋などを営んでいた。

## 脱出
1975年2月22日、Heinie Aderholt准将らは、ロンチェンへの最終攻撃を控えて脱出を計画した。1975年5月にはおよそ5万人のゲリラと避難民がロンチェン周辺に暮らしていた。アメリカ政府は、ラオスの大使館員やロンチェンのジェリー・ダニエルズなどの少数を除いてインドシナからあらゆる市民や軍人を退去させていた。脱出のための資源は限られており、ダニエルズはウドンタニへの脱出の際には飛行機1機とモン族のパイロットしかいなかった。

## 1975年以降
ロンチェンはラオス人民軍により維持されている。

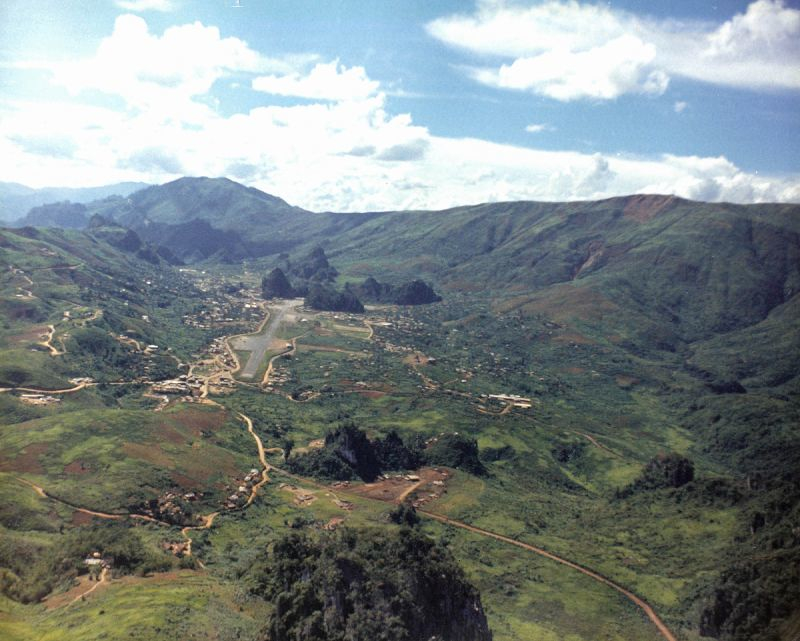
ロンチェン（1973年）
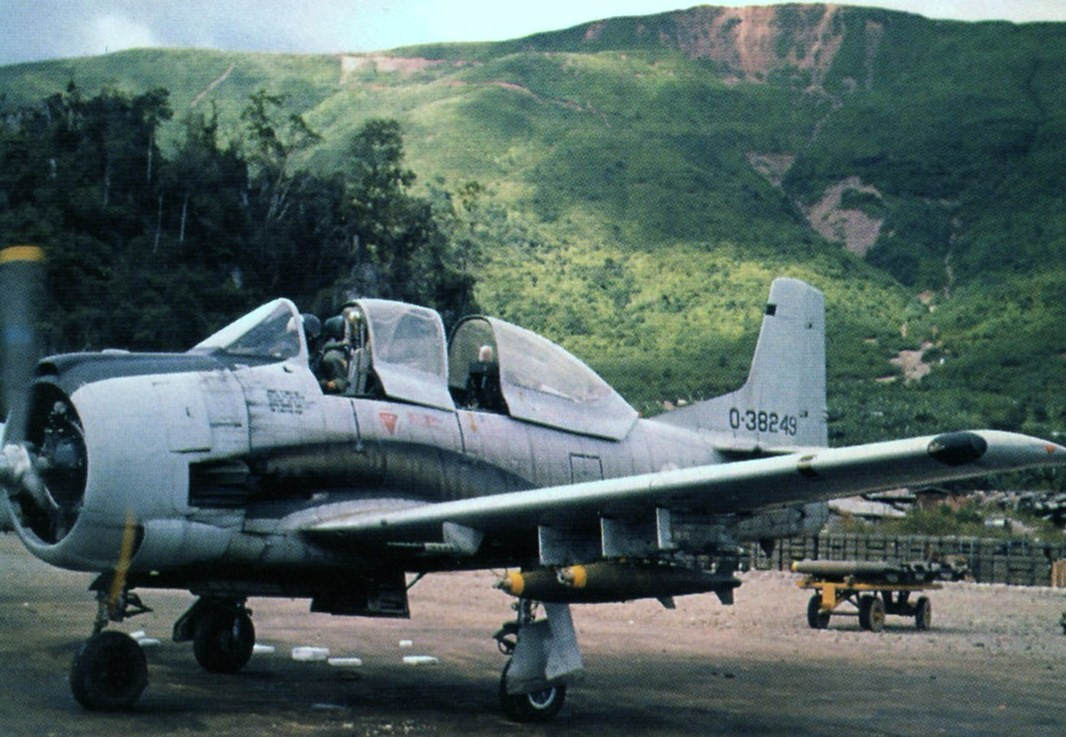
ラオス王国空軍のT-28D ノマド（1972年11月10日、ロンチェンにて）